# Metacyclops gasparoi
Metacyclops gasparoi là một loài động vật giáp xác nước ngọt trong họ Cyclopidae. Chúng là loài đặc hữu của Ý.